# Sylvain Kinsburger
Sylvain Kinsburger, né à Paris le 21 janvier 1855 et mort à Neuilly-sur-Marne le 21 avril 1935, est un sculpteur et un médailleur, français.

## Biographie
Élève d'Auguste Dumont et de Gabriel-Jules Thomas à l'École des beaux-arts de Paris, Sylvain Kinsburger tente plusieurs fois sans succès de remporter le prix de Rome : il arrive premier au premier essai du prix de Rome de sculpture en 1880, puis cinquième au second essai, mais ne parvient pas à monter en loge. Il tente à nouveau sa chance en 1884, mais n'arrive que quinzième au premier essai du grand prix.
Sylvain Kinsburger est l'auteur d'une statue en fonte, Le Faucheur, exécutée vers 1900 par la fonderie du Rongeant de Joinville et érigée au parc des Grandes Promenades de Wassy (Haute-Marne). Son Gouffre en pierre, réalisé en 1933, orne le parc des Buttes-Chaumont à Paris.
Il sculpte en 1905 les deux atlantes en termes supportant l'encorbellement de l'entrée du no 48 bis rue de Rivoli à Paris, sur une façade conçue par l'architecte Garriguenc, et qui fut distinguée au concours des façades de la ville de Paris en 1905. Il expose une grande figure intitulée Le Courtisan au Salon de 1911. Le grand plâtre de sa Rêverie acquis par l'État au Salon de 1891 n'est pas localisé, mais se trouvait autrefois à la mairie de Villefranche-sur-Saône. Un dessin évoquant ce groupe est conservé à Paris au département des arts graphiques du musée du Louvre.
Kinsburger se consacre aussi au portrait. Il expose aux Salons de 1878 et 1879 plusieurs médaillons et bustes. Il sculpte en 1889 un buste en marbre de l'anatomiste Jacques-Bénigne Winslow, aujourd'hui à l'université Paris-Descartes.

## Galerie

Œuvres de Sylvain Kinsburger
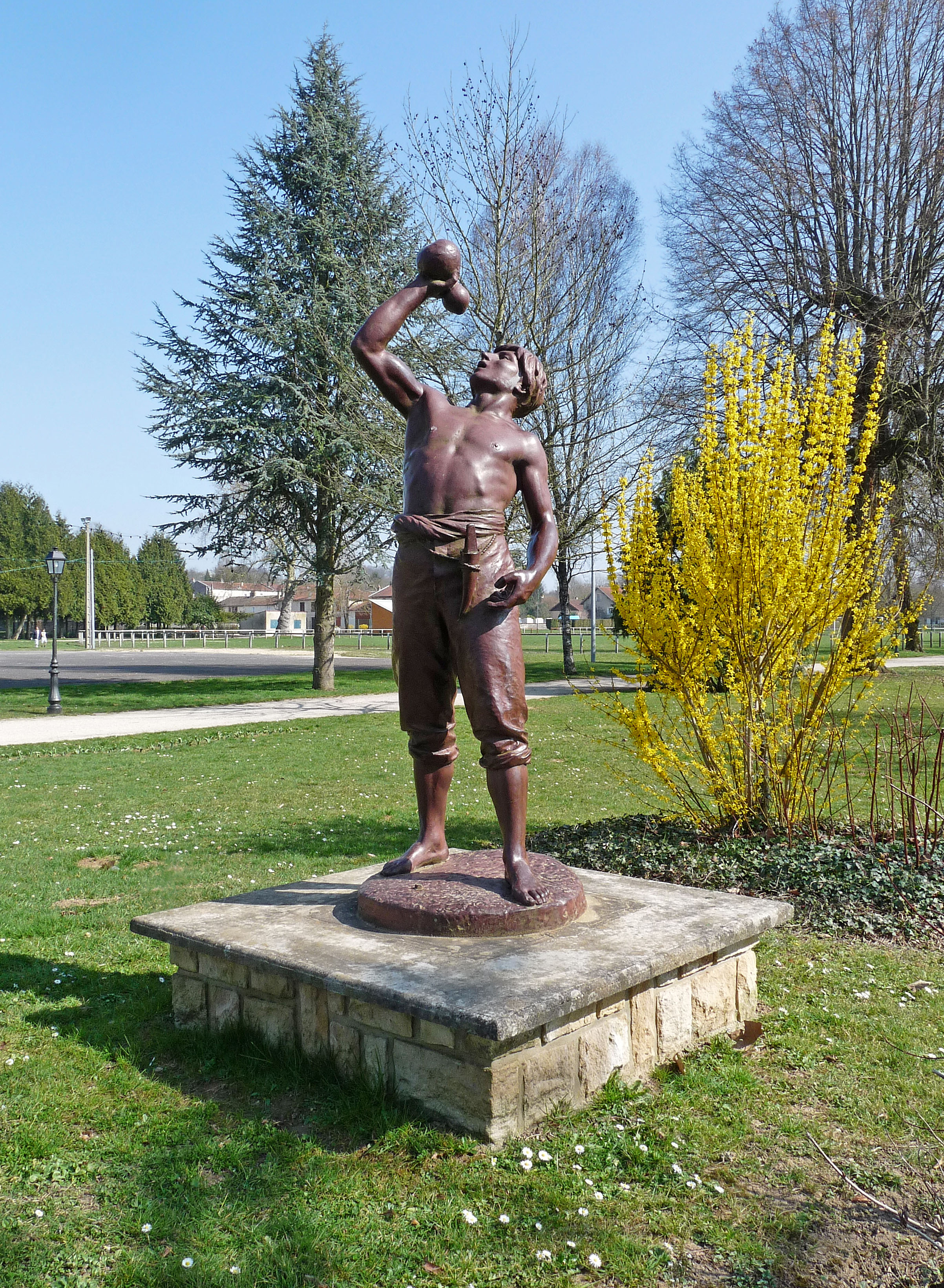
Le Faucheur (vers 1900), Wassy, parc des Grandes Promenades.
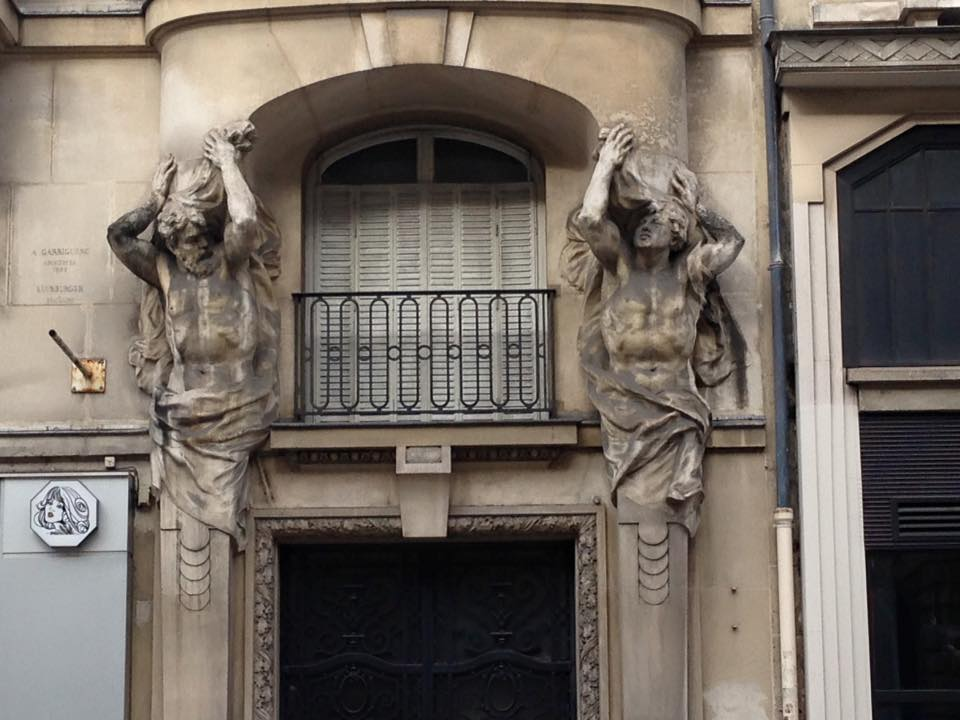
Atlantes (1905), Paris, façade du no 48 bis rue de Rivoli.
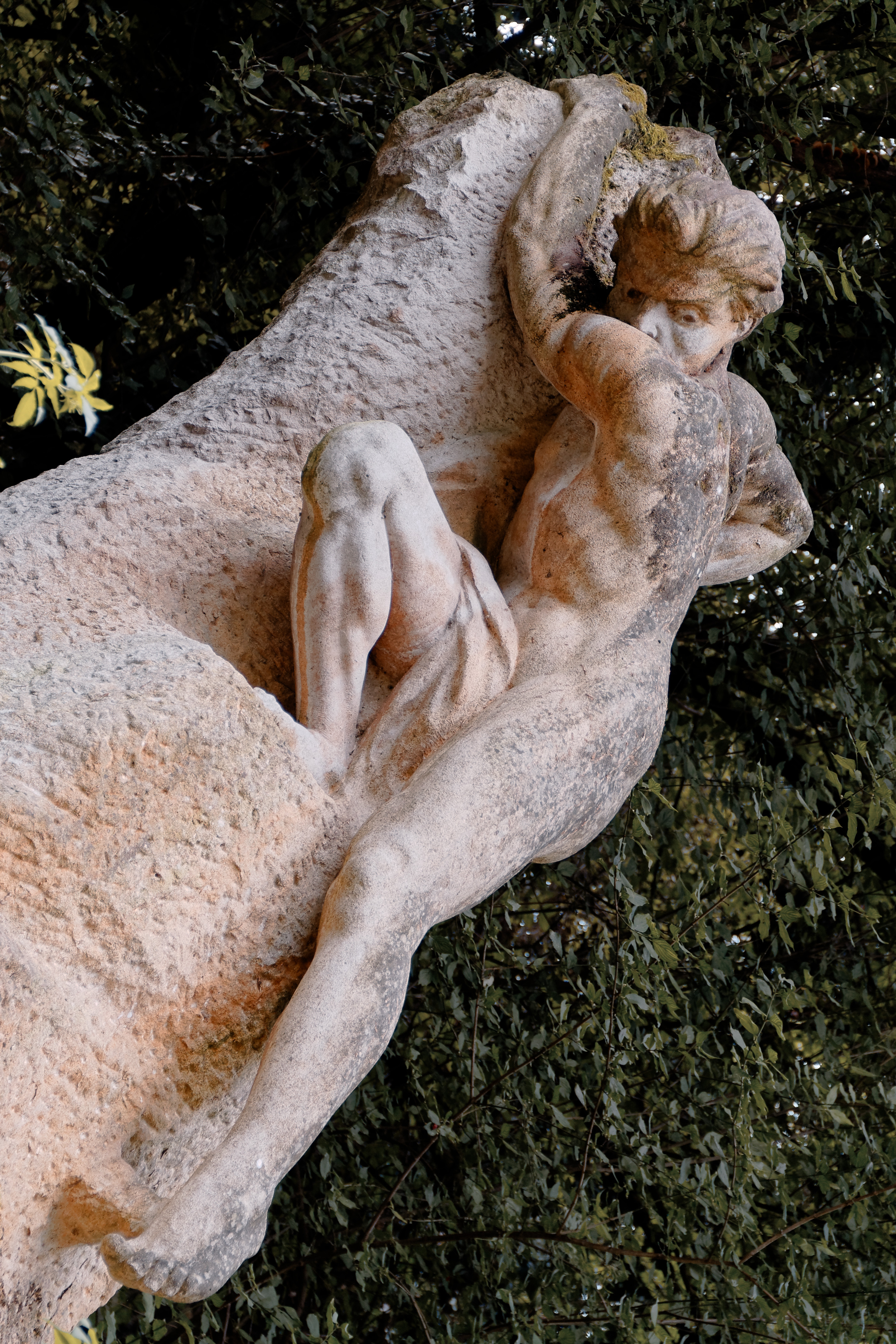
Le Gouffre (1933), Paris, parc des Buttes-Chaumont.
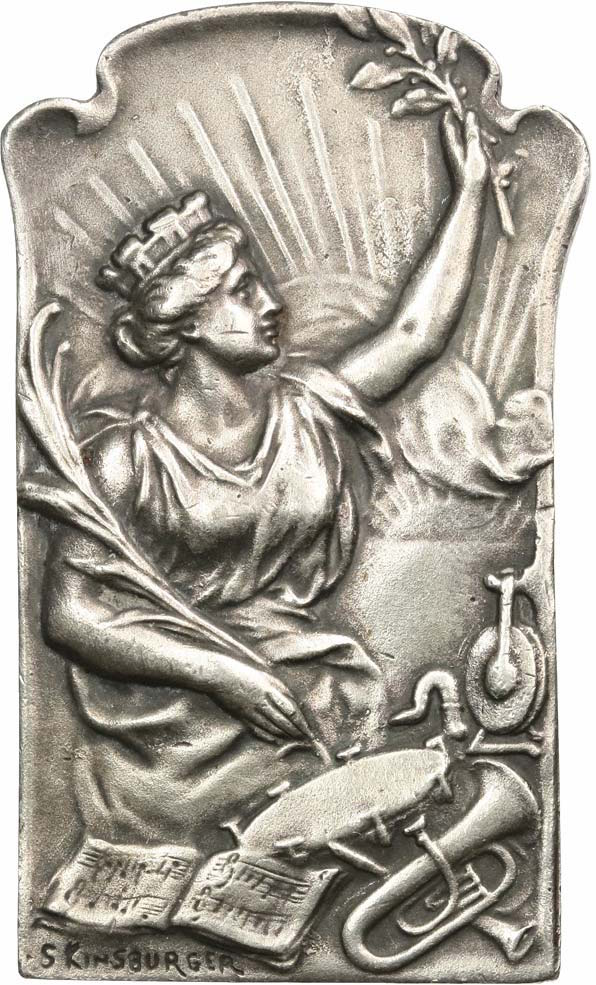
Allégorie de la musique, plaquette uniface en argent (collection particulière).